# Constitución de Alabama
La Constitución del Estado de Alabama es el documento rector básico del estado de Alabama. Fue aprobada en 2022 y es la séptima constitución estatal de Alabama.

## Historia
En la historia reciente de Alabama ha habido siete constituciones, todas menos la última establecidas a través de convenciones estatales:  1819 (conversión Territorio de Alabama en un Estado), 1861 (Secesión), 1865 (Reconstrucción), 1868 (Reconstrucción), 1875 ( fin de la Reconstrucción), 1901 (Leyes Jim Crow) y el documento actual, adoptado en 2022. La Gobernadora Kay Ivey proclamó formalmente que la nueva constitución entraría en vigor el lunes 28 de noviembre de 2022, poco después de que se certificaran los resultados electorales del estado. 

## Recopilación de la Constitución de Alabama de 1901
La Constitución actual de Alabama es una recopilación de la Constitución de Alabama de 1901. La recopilación tenía cinco objetivos, los siguientes:
- organizada en artículos, partes y secciones adecuadas;
- eliminación de todo lenguaje racista (ejemplos de lenguaje racista eliminado incluyeron la Sección 102 del artículo IV de la Constitución anterior, que prohibía "el matrimonio entre cualquier persona blanca y una persona negra o descendiente de personas negras".[5]);
- eliminación de disposiciones duplicadas y derogadas;
- consolidar las disposiciones relativas al desarrollo económico; y
- organizar todas las enmiendas locales por condado de aplicación.

## Generalidades
La Constitución de Alabama, al igual que todas las demás constituciones estatales, define un gobierno tripartito organizado bajo un sistema presidencial. El poder ejecutivo recae en el Gobernador de Alabama, poder legislativo en el Legislatura del Estado de Alabama (bicameral, compuesto por el Cámara de Representantes de Alabama y Senado de Alabama), y el poder judicial en el Poder Judicial de Alabama. Se prevén elecciones directas, partidistas, secretas y libres para la elección de diputados.